# 侯显爵
侯显爵，正白旗汉军人，是一名清朝政治人物。
侯显爵曾于康熙十六年(1677年)接替王兴禹任邵武府知府一职，康熙十九年(1680年)由张一魁接任。